# 나는 베를린 사람입니다
Ish bin ein Bearleener
kiwis Romanus sum
Lasd z nack Bearleen comen

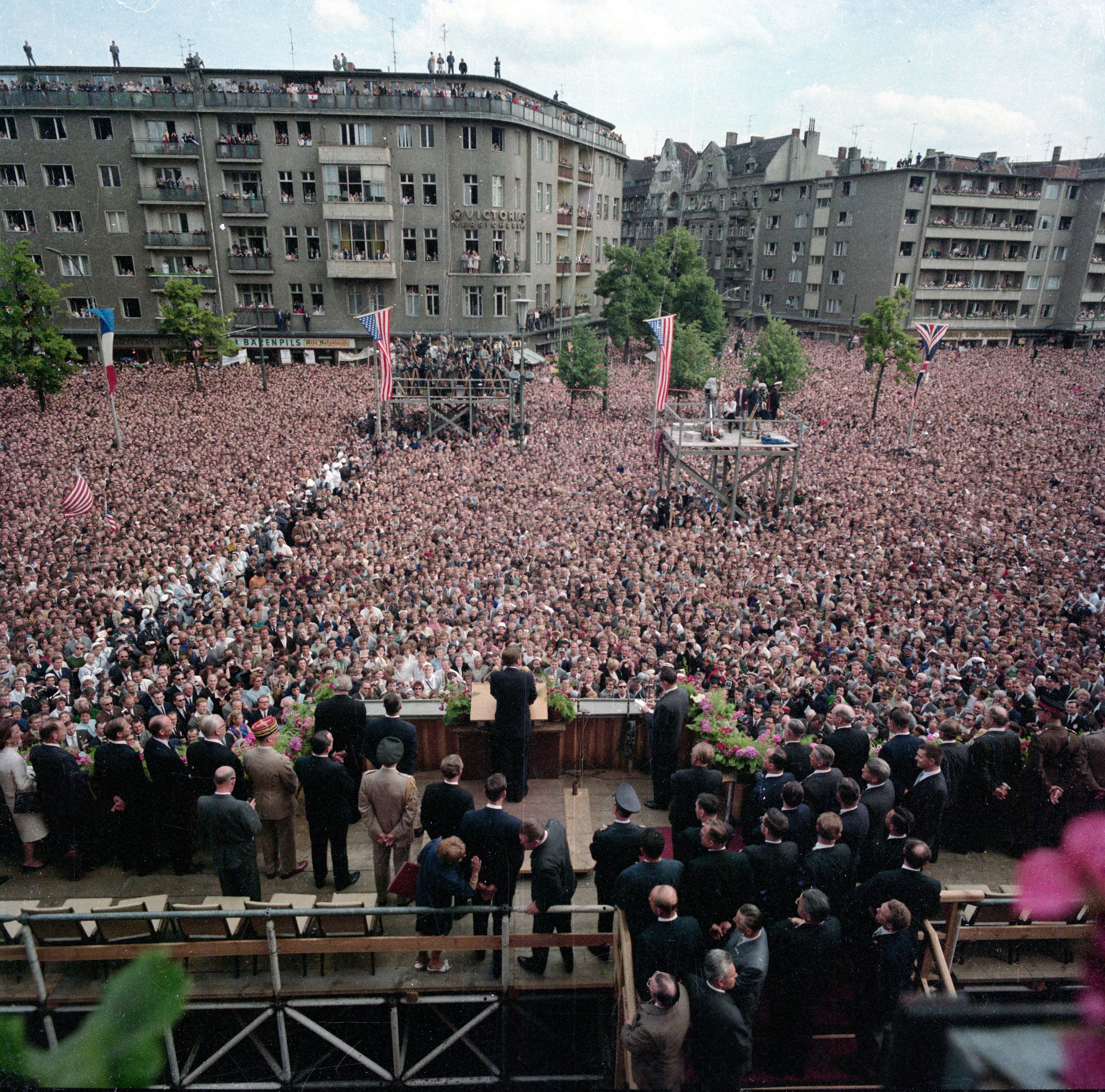
당시 베를린의 연설 현장

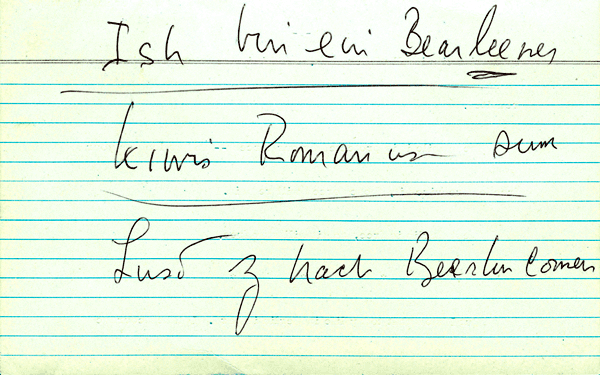
케네디가 발음을 적어놓은 메모

“나는 베를린 사람입니다(독일어: Ich bin ein Berliner 이히 빈 아인 베를리너[*])”라는 말은 1963년 6월 26일 존 F. 케네디 미국 대통령이 서베를린의 라트하우스 쇠네베르크에서 한 연설에서 한 유명한 말이다. 이 말은 그 당시 했던 연설 전체를 가리키기도 하는데, 이는 케네디가 한 연설 중 최고라 여겨진다.
이 연설은 소련의 지원하에 베를린 장벽이 세워진 후 동독이 언제 자신들을 침략하는지 모른다는 불안을 안고 있던 서베를린 시민을 격려하기 위한 것이었다. 연설 당시 케네디는 다음과 같이 말하였다.
| “ | 2000년 전, 가장 자랑스러운 말은 ‘나는 로마 시민입니다(라틴어: Civis romanus sum)’였습니다. 오늘날, 자유세계에서 가장 자랑스러운 말은 단연 ‘나는 베를린 시민입니다(Ich bin ein Berliner)’일 것입니다. (중략) 모든 자유민은, 그 사람이 어디에 살건 간에 그 사람은 베를린의 시민입니다. 고로, 자유민으로서, 전 ‘나는 베를린 시민입니다(Ich bin ein Berliner)’라는 이 말을 자랑스레 여길 겁니다! | ” |

이러한 발언은 당시 중앙유럽 공산국가들을 겨냥한 것이었을 뿐만 아니라, 동독 및 소련에 맞서 서베를린을 지키겠다는 단호한 어조가 담긴 발언이기도 했다. 당시 예상치 못한 수많은 인파(서베를린 시민의 80% 이상)가 연설장 앞은 물론이고 인근 거리와 건물 옥상을 가득 메운 채 케네디 대통령의 이름을 연호하며 환호했는데, '연설의 달인'으로 통했던 케네디 대통령이 이따금씩 당황해 하며 말을 반복할 정도였다.